# Auta 3
Auta 3 (ang.: Cars 3) – amerykański, pełnometrażowy film animowany tworzony przez studio Pixar, wydany przez Walt Disney Pictures. Kontynuacja filmów Auta i Auta 2.
Premiera filmu nastąpiła 10 czerwca 2017 roku, a w Polsce 15 czerwca 2017 roku, w technice grafiki dwuwymiarowej, trójwymiarowej oraz technologii IMAX 3D.

## Fabuła
Gdy przeciwnicy z toru i dobrzy koledzy McQueena podczas wejścia do użytku nowej generacji samochodów, podejmują decyzje (lub te decyzje są podejmowane za nich) o wycofaniu się z rywalizacji w trakcie sezonu, Zygzak McQueen postanawia walczyć do końca, aby pokonać Jacksona Sztorma. Złoty Tłok staje się tylko dodatkową nagrodą, gdyż kluczową rolę odgrywa tu jego dobre imię. U jego boku pojawia się młoda trenerka, Cruz Ramirez, mająca za zadanie przywrócić formę i blask mistrzowi. W tle dochodzi do zmiany sponsora McQueena, zaś jego przyjaciele – Złomek i Sally – przez cały czas starają się go wspierać w tych trudnych momentach.

## Obsada
| Postać                                                  | Głos aktora         | Głos aktora            |
| ------------------------------------------------------- | ------------------- | ---------------------- |
| Zygzak McQueen (Lightning McQueen)                      | Owen Wilson         | Piotr Adamczyk         |
| Cruz Ramirez                                            | Cristela Alonzo     | Wiktoria Wolańska      |
| Kazimierz Szpachel (Smokey)                             | Chris Cooper        | Zdzisław Wardejn       |
| Sterling                                                | Nathan Fillion      | Wojciech Malajkat      |
| Złomek (Tow Mater)                                      | Larry The Cable Guy | Marian Opania          |
| Jackson Sztorm (Jackson Storm)                          | Armie Hammer        | Antoni Pawlicki        |
| Wiesław Zadoluks (Dusty Rust-eze)                       | Ray Magliozzi       | Piotr Gąsowski         |
| Luigi                                                   | Tony Shalhoub       | Artur Barciś           |
| Sally Carrera                                           | Bonnie Hunt         | Dorota Segda           |
| Pani Felga (Miss Fritter)                               | Lea DeLaria         | Dorota Stalińska       |
| Natalia Pewna (Natalie Certain)                         | Kerry Washington    | Anna Dereszowska       |
| Bob Kordek (Bob Cutlass)                                | Bob Costas          | Jarosław Kuźniar       |
| Hanka Gołda (Louise Nash)                               | Margo Martindale    | Emilia Krakowska       |
| Darrell Cartrip                                         | Darrell Waltrip     | Włodzimierz Zientarski |
| River Zacier (River Scott)                              | Isiah Whitlock Jr.  | Stanisław Brudny       |
| Marek Marucha (Chick Hicks)                             | Bob Peterson        | Adam Ferency           |
| Guido                                                   | Guido Quaroni       | Giovani Baldini        |
| Czesław Zadoluks (Rusty Rust-eze)                       | Tom Magliozzi       | Robert Rozmus          |
| Maniek (Mack)                                           | John Ratzenberger   | Sylwester Maciejewski  |
| Karol Wydechło (Cal Weathers)                           | Kyle Petty          | Grzegorz Damięcki      |
| Super Sonik (Hamilton)                                  | Lewis Hamilton      | Rafał Sonik            |
| Ogórek (Fillmore)                                       | Lloyd Sherr         | Jerzy Kryszak          |
| Sam Ogon (Junior Moon)                                  | Junior Johnson      | Franciszek Pieczka     |
| Ray Reverham                                            | Ray Evernham        | Marcin Sztabiński      |
| Wójt Hudson Hornet (Doc Hudson Hornet)                  | Paul Newman         | Daniel Olbrychski      |
| Roman (Ramone)                                          | Cheech Marin        | Damian Damięcki        |
| Tex Dinoco                                              | Humpy Wheeler       | Włodzimierz Press      |
| Gienia (Lizzie)                                         | Katherine Helmond   | Ewa Wiśniewska         |
| Kamasz (Sarge)                                          | Paul Dooley         | Artur Dziurman         |
| Lola (Flo)                                              | Jenifer Lewis       | Krystyna Tkacz         |
| Irena Syrena (Shannon Spokes)                           | Shannon Spake       | Joanna Zientarska      |
| Madzia McGear (Maddy McGear)                            | Madeleine McGraw    | Leon Pontek            |
| Szeryf (Sheriff)                                        | Michael Wallis      | Krzysztof Kowalewski   |
| Mike Joyride                                            | Mike Joy            | Szymon Sołtysik        |
| Jeff Gorvette                                           | Jeff Gordon         | Krzysztof Cybiński     |
| Danny Swervez                                           | Daniel Suarez       | Filip Kłoda            |
| Ryan „Inside” Laney                                     | Ryan Blaney         | Aleksandar Milićević   |
| Bubba Wheelhouse                                        | Bubba Wallace       | Jakub Przygoński       |
| Chase Racelott                                          | Chase Elliott       | Rafał Zawierucha       |
| Strip „Pan Król” Zawierucha (Strip “The King” Weathers) | Richard Petty       | Andrzej Blumenfeld     |
| Sweet Tea                                               | Andra Day           | Katarzyna Dereń        |

W trzeciej części polskiej wersji filmu nie wziął udziału Witold Pyrkosz. Podkładał on głos dla Złomka w pierwszej i drugiej części, po jego śmierci w trzeciej części Złomkowi głosu użyczył Marian Opania.

## Ścieżka dźwiękowa
Cars 3 Original Motion Picture Soundtrack Tracklist
1. Run That Race – Dan Auerbach – 2:43
2. Kings Highway – James Bay – 3:07
3. Truckaroo – Brad Paisley – 2:36
4. Thunder Hollow Breakdown – Brad Paisley – 4:49
5. Glory Days – Andra Day – 4:07
6. Ride – ZZ Ward & Gary Clark Jr. – 4:03
7. Drive My Car – Jorge Blanco – 2:42
8. Freeway of Love – Lea DeLaria – 4:30

Cars 3 Original Score Tracklist
1. Storm’s Winning Streak – 1:21
2. When All of Your Friends are Gone/Crash – 3:44
3. Doc’s Painful Demise – 1:25
4. Mater on the Horn – 0:28
5. Sistine Chapel on Wheels – 1:05
6. Temple of Rust-ese – 1:25
7. A Career on a Wall/Electronic Suit – 3:20
8. Drip Pan – 1:11
9. McQueen’s Wild Ride – 2:05
10. Biggest Brand in Racing – 3:10
11. Fireball Beach – 2:15
12. Pull Over, Now!/Cruz’s Racing Dreams – 1:59
13. 1.2% – 1:21
14. If This Track Could Talk – 2:32
15. Letters About You – 2:02
16. Smokey Starts Training/A Blaze of Glory – 5:56
17. Starting Dead Last – 1:41
18. Flashback & Pit Stop – 3:32
19. Through the Pack – 3:41
20. Victory Lane – 3:50
21. The Fabulous Lightning McQueen – 2:08

## Produkcja
17 sierpnia 2013 roku Michael Wallis udzielający w poprzednich filmach głosu Szeryfowi, podczas audycji radiowej wspomniał o nadchodzącym filmie.
18 marca 2014 roku prezes Disneya Robert Iger ogłosił planowaną produkcje Aut 3.
W październiku 2014 roku, dyrektor kreatywny Pixara, John Lasseter ujawnił na Międzynarodowym Festiwalu Filmowym w Tokio, że w hołdzie filmowi Zamek Cagliostro Hayao Miyazakiego w filmie zostanie umieszczona postać przedstawiająca podstarzałego Citroëna 2CV. Produkcja filmu rozpoczęła się latem 2014 roku. 8 października 2015 ogłoszono iż film premierę będzie miał 16 czerwca 2017.
Reżyserem filmu jest Brian Fee, a autorami scenariusza Robert L. Baird oraz Dan Gerson.
21 listopada 2016 został opublikowany pierwszy, mini-zwiastun filmu, a pełny został opublikowany 26 kwietnia 2017.